# West Side Story (Manny Albam)
West Side Story è un album discografico di Manny Albam, pubblicato dall'etichetta discografica Coral Records nel 1958.
L'album fu ripubblicato nel 1960 dalla Vocalion Records (VL 3678).

## Tracce
Brani composti da Leonard Bernstein e Stephen Sondheim.
Lato A
1. Prologue and Jet Song – 4:55
2. Something's Coming – 3:43
3. Cool – 4:38
4. Maria – 3:22

Durata totale: 16:38
Lato B
1. Tonight – 5:50
2. I Feel Pretty – 3:35
3. Somewhere – 2:28
4. Finale (comprende: I Feel Pretty, America e One Hand, One Heart) – 5:50

Durata totale: 17:43

## Musicisti
In tutti i brani:
- Manny Albam - arrangiamenti, conduttore musicale
- Gene Quill - sassofono alto
- Frank Socolow - sassofono tenore
- Sol Schlinger - sassofono baritono
- Ernie Royal - tromba
- Jim Dahl - trombone
- Tom Mitchell - trombone basso
- Osie Johnson - batteria

Musicisti aggiunti:
- Ed Wasserman - sassofono tenore (brani: Maria / I Feel Pretty / Cool)
- Bernie Glow - tromba (brani: Maria / I Feel Pretty / Cool / Somewhere / Something's Coming / Finale)
- Joe Newman - tromba (brani: Maria / I Feel Pretty / Cool)
- Jim Cleveland - trombone (brani: Maria / I Feel Pretty / Cool)
- Ed Costa - pianoforte, vibrafono (brani: Maria / I Feel Pretty / Cool)
- Milt Hinton - contrabbasso (brani: Maria / I Feel Pretty / Cool / Tonight / Prologue / Jet Song)
- Al Cohn - sassofono tenore (brani: Tonight / Prologue / Jet Song / Somewhere / Something's Coming / Finale)
- Al DeRisi - tromba (brani: Tonight / Prologue / Jet Song)
- Nick Travis - tromba (brani: Tonight / Prologue / Jet Song / Somewhere / Something's Coming / Finale)
- Chauncey Welsch - trombone (brani: Tonight / Prologue / Jet Song)
- Hank Jones - pianoforte (brani: Tonight / Prologue / Jet Song / Somewhere / Something's Coming / Finale)
- Bob Brookmeyer - trombone (brani: Somewhere / Something's Coming / Finale)
- Wendell Marshall - contrabbasso (Somewhere / Something's Coming / Finale)

Solo Breakdown:
- Gene Quill - sassofono alto (brani: Prologue / Jet Song / Something's Coming / I Feel Pretty)
- Al Cohn - sassofono tenore (brani: Prologue / Jet Song / Tonight)
- Nick Travis - tromba (brani: Prologue / Jet Song / Tonight / Somewhere / One Hand, One Heart)
- Hank Jones - pianoforte (brani: Prologue / Jet Song / Tonight)
- Bob Brookmeyer - trombone (brani: Something's Coming / Somewhere / One Hand, One Heart)
- Ed Costa - vibraharp (brani: Maria / Cool)
- Milt Hinton - contrabbasso (brano: Tonight)
- Gene Quill - clarinetto (brano: Maria)
- Joe Newman - tromba (brani: Cool / I Feel Pretty)
- Jim Cleveland - trombone (brani: Cool / I Feel Pretty)
- Bernie Glow - tromba (brani: Somewhere / One Hand, One Heart)
- Ernie Royal - tromba (brani: Somewhere / Finale: America / One Hand, One Heart)
- Wendell Marshall - contrabbasso (brano: One Hand, One Heart)[1]